# Avena (California)
Avena è un insediamento nella contea di Inyo in California. Si trova a metà strada tra Bishop e Round Valley.
Fu attivo un ufficio postale tra il 1880 ed il 1885.